# Подела Ирске
Подела Ирске (ир. críochdheighilt na hÉireann) на северни и јужни део је извршена одлуком парламента Уједињеног Краљевства. Акт о подели је изгласан 1920. године, у време Ирског рата за независност, а ступио је на снагу 3. маја 1921. Наводни циљ поделе је био боље административно управљање територијом Ирске, међутим прави разлог је био тај што су британске власти планирале да северни део Ирске, настањен претежно протестантским становништвом задрже у саставу Уједињеног Краљевства у случају одвајања јужног, претежно католичког дела. Северна Ирска је потписаним Англо-ирским споразумом добила право да се одвоји од остатка Ирске и остане унутар Уједињеног Краљевства, што је она и учинила 8. децембра 1922. Северна Ирска је и дан данас део Уједињеног Краљевства док је у јужном делу формирана Слободна Ирска Држава, односно данашња Република Ирска.
Поделу Ирске оспоравали су ирски националисти, док је сама Северна Ирска у наредним деценијама постала поприште националистичких и верских сукоба, од којих је најистакнутији Северноирски сукоб. Националисти се залажу за ослобођење Северне Ирске од британске власти и њено присаједињење слободној Републици Ирској.